# G-Sides
G-Sides – zbiór b-side’ów singli z pierwszej płyty zespołu Gorillaz. Znajduje się tutaj m.in. przeróbka piosenki 19/2000, która ukazała się na ścieżce dźwiękowej gry komputerowej FIFA 2002.

## Lista utworów
1. „19/2000” (Soulchild Remix)
2. „Dracula”
3. „Rock The House”
4. „The Sounder”
5. „Faust”
6. „Clint Eastwood” (Phi Life Cypher)
7. „Ghost Train”
8. „Hip Albatross”
9. „Left Hand Suzuki Method”
10. „12D3”